# Ninlil
Ninlil est une divinité mésopotamienne. Son nom, nin-líl, « Dame du Vent », est le pendant féminin de celui d'Enlil, son époux divin. Peut-être était-elle à l'origine la déesse Sud, le nom de Ninlil lui ayant été donné quand elle fut indissociable d'Enlil, mais il est également possible que Ninlil et Sud furent assimilées l'une à l'autre sans être à l'origine la même divinité.
C'est la fille de la déesse Ninshebargunu et du dieu Haya. De son union avec Enlil, elle a enfanté des divinités parmi les plus importantes du panthéon suméro-akkadien : Nanna/Sîn, Ninurta, Ningishzida, Ninazu, Urash et parfois on fait d'elle la mère d'Ishkur/Adad.
Ses attributs semblent être ceux d'une divinité de la fertilité, puisqu'on l'assimile à Ashnan, déesse du grain, et Nintur, déesse qui préside aux accouchements, ou encore avec Ninhursag, la principale déesse-mère des Sumériens. Mais on évoque généralement Ninlil en tant qu'épouse d'Enlil, et donc reine des dieux.
Son union avec Enlil est racontée dans deux mythes. Le premier, celui d'Enlil et Ninlil, relate comment Enlil la viole après l'avoir aperçue en train de se baigner. Condamné pour cet acte (qui donne naissance au dieu-lune Nanna), Enlil est exilé aux Enfers par les autres dieux, mais Ninlil, qui ne lui en veut pas, le rejoint par trois fois, et de ces trois unions naissent trois autres enfants. Enlil finit par être pardonné, et peut remonter au Ciel avec Ninlil à ses côtés. L'autre mythe, celui du Mariage de Sud, qui traite aussi de l'union de la déesse avec Enlil, qui se passe cette fois-ci de manière plus conventionnelle, Enlil faisant la cour à Sud avant de l'épouser, après quoi elle reçoit le nom de Ninlil.

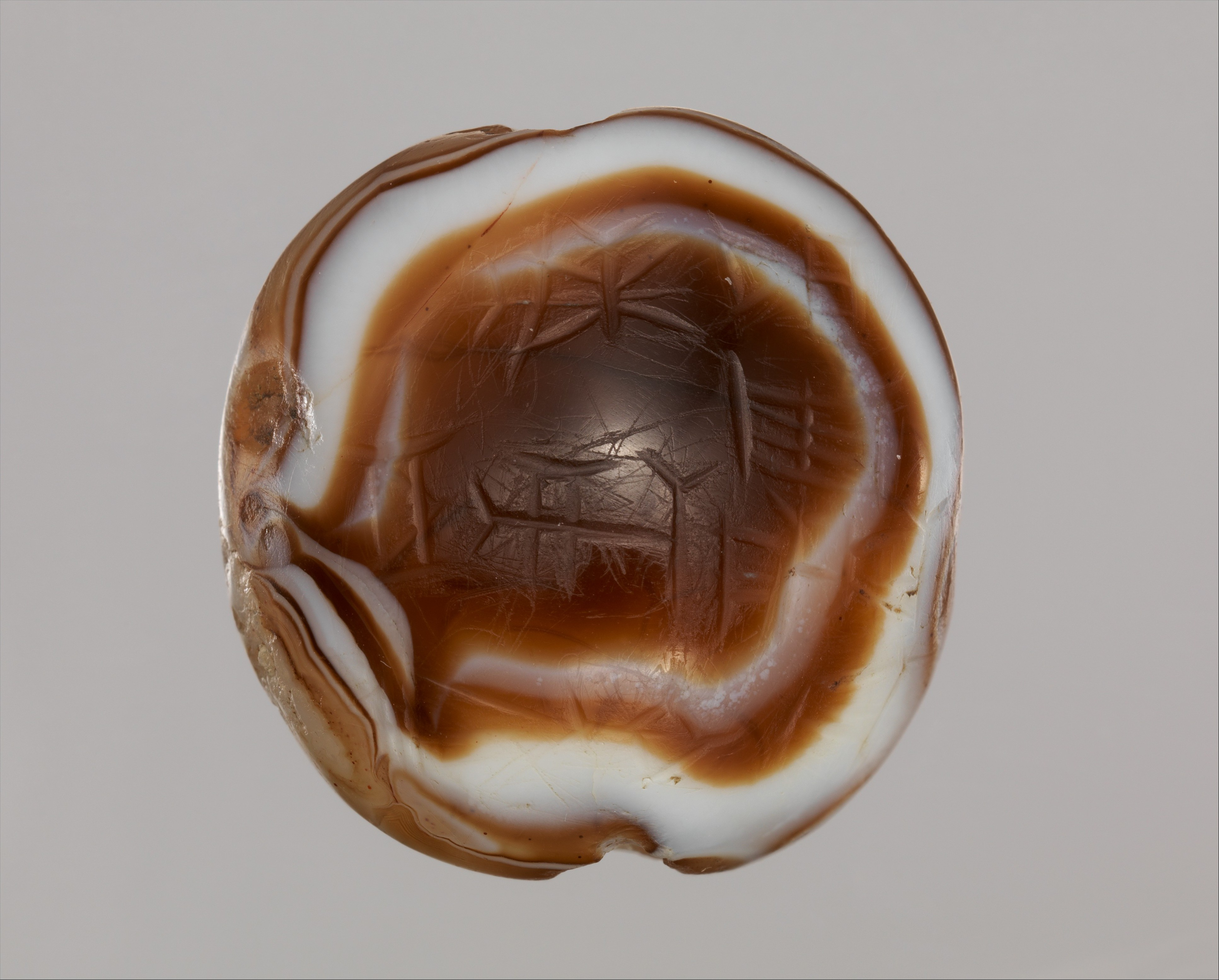
Perle en agate offerte par un des deux rois nommés Kurigalzu pour la déesse Ninlil. Metropolitan Museum of Art.

Son temple principal était situé dans la cité de Tummal, à proximité de Nippur ; c'est dans cette dernière que se trouvait le grand temple de son époux Enlil, l'Ekur, où elle disposait également d'une chapelle. Tummal est un important lieu de culte durant l'époque de la troisième dynastie d'Ur.
Le pendant akkadien de Ninlil est Mullissu. En Assyrie, elle devient l'épouse du dieu national Assur quand celui-ci reprend les attributs d'Enlil. Elle prend alors certains traits d'Ishtar, qui est parfois elle aussi considérée comme l'épouse d'Assur.